# Charles Hubert Millevoye

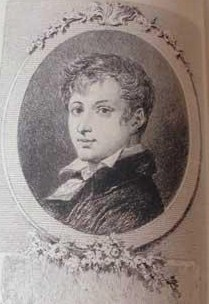
Charles Hubert Millevoye

 Charles Hubert Millevoye  (* 24. Dezember 1782 in Abbeville; † 26. August 1816 in Paris) war ein französischer Dichter. Er wurde durch zahlreiche klassizistisch-romantische Dichtungen bekannt, von denen mehrere akademische Preise davontrugen und starb an Auszehrung.

## Leben
Millevoye war das einzige Kind des Kaufmanns Charles-Antoine Millevoye und dessen Frau Marie-Anne (geborene Hubert). Er erhielt erste Unterweisungen in Latein durch seinen Onkel, den Bruder seines Vaters, der mit ihnen im selben Haus lebte. Dann besuchte er bis 1794 ein College, das jedoch geschlossen wurde. abgeschafft wurde. Zwei seiner ehemaligen Lehrer waren Humanisten und Hellenist, die sich weiterhin um seine Ausbildung kümmerten. Schon früh begann er kleine Fabeln in französischen Versen zu schreiben. Als er gerade dreizehn Jahre alt war, starb sein Vater. Im Alter von fünfzehn oder sechzehn Jahren kam er nach Paris und besuchte 1798 einen Literaturkurs an der École centrale des Quatre-Nations begann anschließend ein Studium. Nach dem Abschluss arbeitete es zunächst in einer Anwaltskanzlei. Er gab diese Beschäftigung jedoch auf, um im Hause Treuttel & Würtz den Beruf des Buchhändlers zu erlernen, was seinen Neigungen für Literatur mehr entsprach. Doch er verbrachte mehr Zeit mit der Lektüre, als sich dem Buchhandel zu widmen, so dass er nach zwei Jahren das Unternehmen verließ.
Millevoye hatte inzwischen ein wenig Geld gespart und seine Passage du Mont Saint-Bernard und die Satire sur les Romans nouveaux geschrieben, die von der Académie des sciences, belles-lettres et arts de Lyon ausgezeichnet wurde und das Stück Plaisirs du Poëte verfasst. Seine Essays veröffentlichte er von 1801 bis 1804 und konnte davon seinen Lebensunterhalt bestreiten. 1812 veröffentlichte er seine erste Sammlung von Elegien, die er in den Jahren zuvor komponiert hatte. Es begann mit dem Stück Chute des Feuilles, das kurz zuvor den Preis bei den Blumenspielen (französisch Jeux floraux) gewonnen hatte.
Millevoye hatte inzwischen ein kleines Vermögen verdient und um 1813 geheiratet. Er lud oft Freunde zu sich in Épagnette in der Nähe von Abbeville ein und eines Abends, als sie beim Abendessen saßen, kam es zu einer Diskussion darüber, ob der in der Ferne sichtbare Glockenturm der von Pont-Remi oder Long sei. Millevoye sprang vom Tisch auf und ließ sein Pferd satteln, um selbst zu dem Kirchturm zu galoppieren, um das Rätsel zu lösen. Doch das Pferd bockte und er fiel zu Boden und brach sich den Oberschenkelknochen. Die langwierige Behandlung und die damit einhergehende Erschöpfung verursachten eine Brustkrankheit, an der er im August 1816 starb. Er hatte die Wochen seines Lebens in Neuilly verbracht, um sich zu erholen. Erst kurz vor seinem Tod war er nach Paris zurückgekehrt.

## Werke (Auswahl)
Millevoye schrieb Übersetzungen aus Homer, Vergil und Lukian sowie Tragödien. Die erste Ausgabe seiner Elegien besorgte er selbst 1814 bis 1816, in 5 Bänden; spätere Ausgaben erschienen 1822, 4 Bände, und 1833, 2 Bände.
Band 1
- Chute des feuilles (gab es in mehreren veränderten Versionen)
- L’anniversaire (Seinem toten Vater gewidmet)
- La Demeure abandonnée
- La Promesse
- Le Souvenir
- Le Bois détruit
- Le Poète mourant

Band 2
- Combat D’Homère et D’Hésiode
- La jeune Épouse
- Danaé
- Les adieux d’Hélène
- Le Départ d’Eschyle
- La Néréide
- Les dernieres moments de Virgile

Gedichte
- Les Plaisirs du poète, ou le Pouvoir de la poésie
- L’Indépendance de l’homme de lettres
- Le Voyageur (Preis der Académie Française)
- Charlemagne à Pavie (sechs Gesänge)
- Alfred (vier Gesänge)
- Belzunce, ou la Peste de Marseille

Elegische Lieder / Epik
- La Sulamite
- David pleurant Saûl et Jonathas
- Le Tombeau du poète persan
- Le Courtisan
- Sur un Poète ignorant
- A un Lecteur de société

Übersetzungen
- Les Bucoliques de Virgile. 1809.
- Chants de l’Iliade. (Homer)
- Dialogues de Lucien. (Lukian von Samosata)